# Christoph Friedrich Nicolai
Christoph Friedrich Nicolai (Berlino, 18 marzo 1733 – Berlino, 11 gennaio 1811) è stato uno scrittore e editore tedesco.
Esponente di spicco dell'Illuminismo berlinese, era amico di Lessing, Carl Friedrich Zelter e Moses Mendelssohn, oppositore di Kant e Fichte.

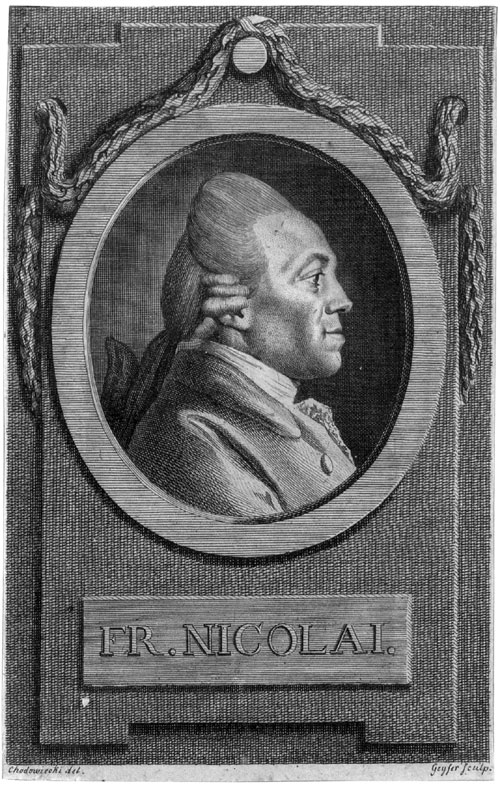
Friedrich Nicolai nell'incisione di Daniel Chodowiecki

## Vita
Nacque a Berlino come ottavo figlio del libraio Christoph Gottlieb Nicolai (o Nickolai). Dopo il ginnasio, studiò al Liceo latino delle Fondazioni Francke di Halle ed infine alla Heckersche Realschule di Berlino.
In seguito si diplomò in un corso per librai a Francoforte sull'Oder. Dopo la morte del padre nel 1758, subentrò nell'attività paterna. Nel 1760 sposò  Elisabeth Macaria Schaarschmidt, figlia del medico personale del re, professor Samuel Schaarschmidt, dalla quale ebbe otto figli che morirono tutti prima del padre.

### Evoluzione
Nicolai acquisì una vasta cultura nell'ambito delle scienze umane e fu in corrispondenza con grandi personaggi dell'epoca. Inoltre elaborò scritti personali e divenne un esponente importante, anche se discusso, dell'Illuminismo protestante.

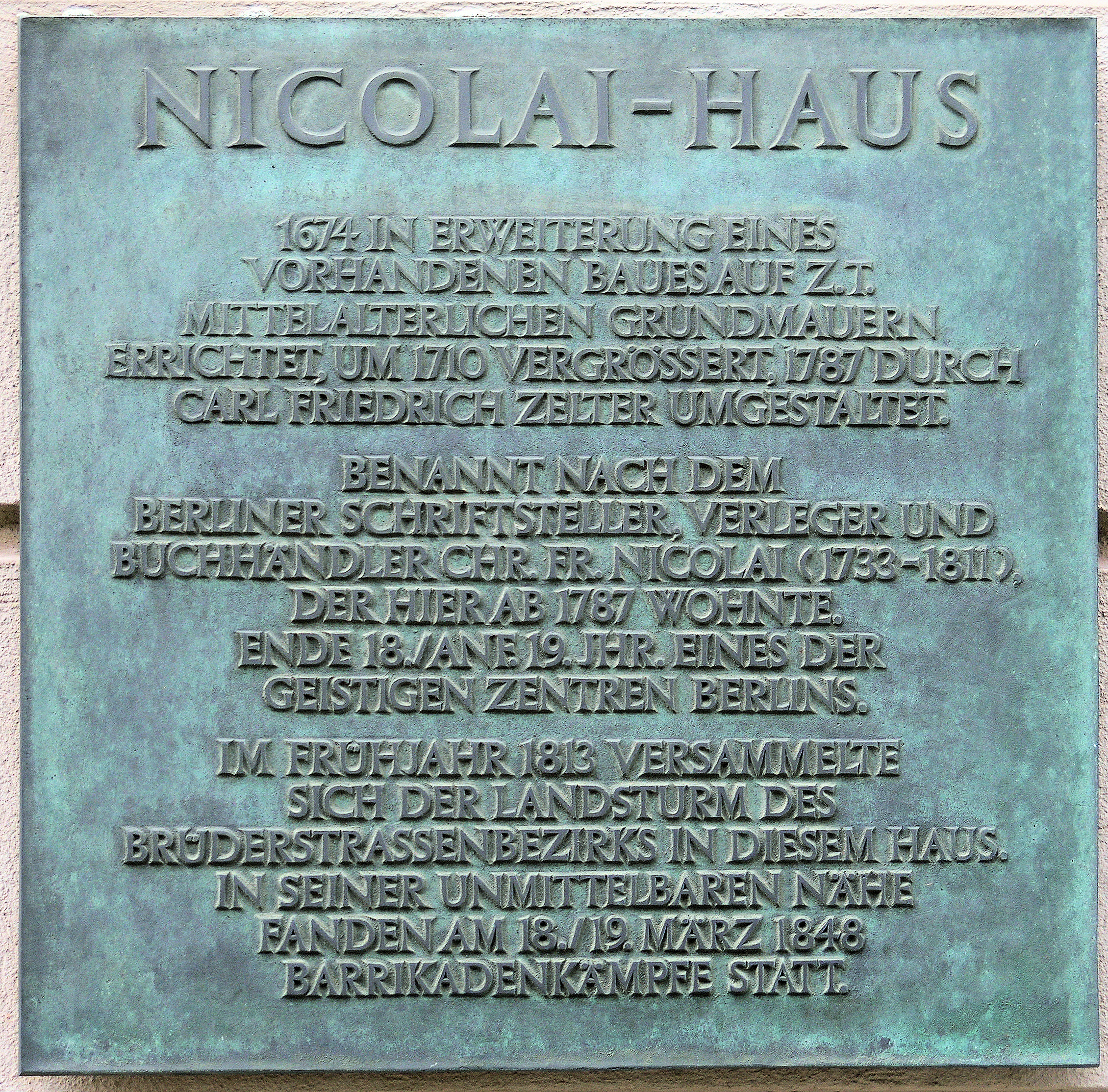
Targa commemorativa sulla casa a Berlino

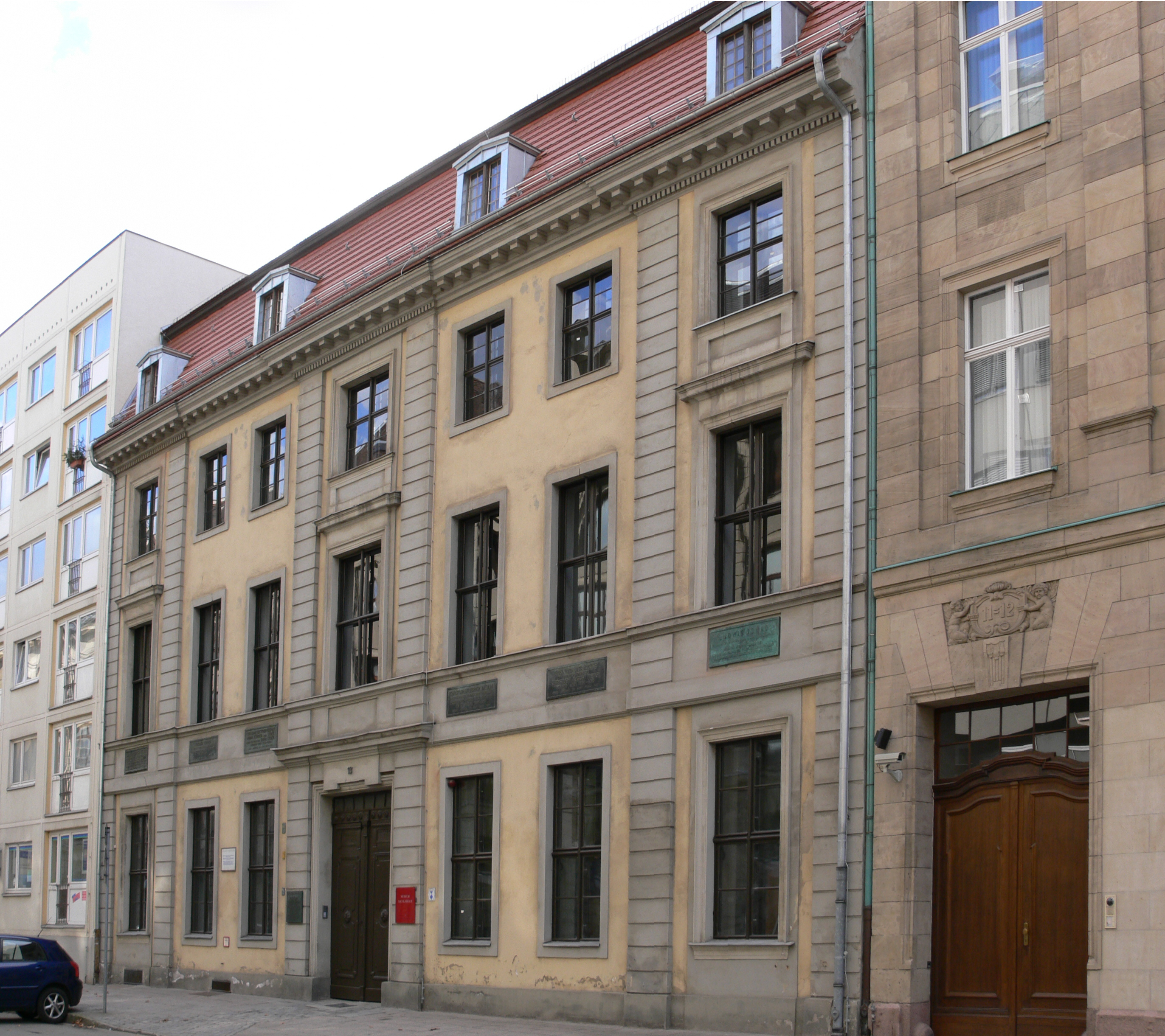
La casa di Nicolai in Brüderstraße a Berlin-Cölln

Nel 1755 si fece conoscere pubblicando le Briefe über den itzigen Zustand der schönen Wissenschaften in Deutschland (Lettere sulla condizione attuale delle scienze umane in Germania). Nello stesso anno uscirono anche le Briefe, die neueste Literatur betreffend (Lettere relative alla nuova letteratura), pubblicate insieme a Lessing, suo amico (in 24 parti dal 1759 al 1765).
La terza opera pubblicata da Nicolai, Allgemeine Deutsche Bibliothek (Biblioteca generale tedesca) (dopo il 1793 "Neue Allgemeine deutsche Bibliothek"), fu presto considerata l'organo più importante dell'Illuminismo in lingua tedesca. Più di 150 collaboratori recensirono tutte le pubblicazioni importanti del tempo: in complesso ne furono discusse più di 80.000.
Insieme a Moses Mendelssohn dal 1759 pubblicò la Bibliothek der schönen Wissenschaften und freien Künste (Biblioteca delle scienze umani e arti liberali) in dodici volumi. Nel 1766 ottenne la collaborazione di Johann Gottfried Herder per la Allgemeine deutsche Bibliothek; tuttavia nel 1774 i due ruppero i rapporti in seguito a dissensi insanabili.
Nicolai era massone appartenente alla Gran Loggia "Zu den drei Weltkugeln" ("Ai tre globi") e fondatore della "Berliner Mittwochsgesellschaft" (società del mercoledì berlinese). 
Nel 1782 nacque una disputa letteraria con vari personaggi, fra cui Herder e Johann Georg Hamann; uno strumento molto usato fu l'ironia, con l'attribuzione a Nicolai di vari soprannomi. Bafometto fu il soprannome dato da Herder a Nicolai, il quale indicava questo presunto idolo segreto dei templari come il "battesimo della sapienza" gnostico. Hamann lo soprannominò "Coelius" dall'amico di Cicerone Marco Celio Rufo, oppure "Nabal" (cugino) o "Nickel" ovvero "Nothanker" dal romanzo di Nicolai "Vita e pensieri del Signor Maestro Sebaldus Nothanker".
Nicolai nel 1783 divenne membro dell'Ordine degli Illuminati e prese qui il nome di "Diocletian" . A metà del 1785 fu nominato "Reggente" e "Prefetto" di Berlino.
Nel 1781 divenne membro esterno dell'Accademia delle scienze di Monaco di Baviera e nel 1798 entrò nell'Accademia delle scienze prussiana. Nel 1799 ottenne la laurea honoris causa di Dottore in filosofia.

### Relazioni

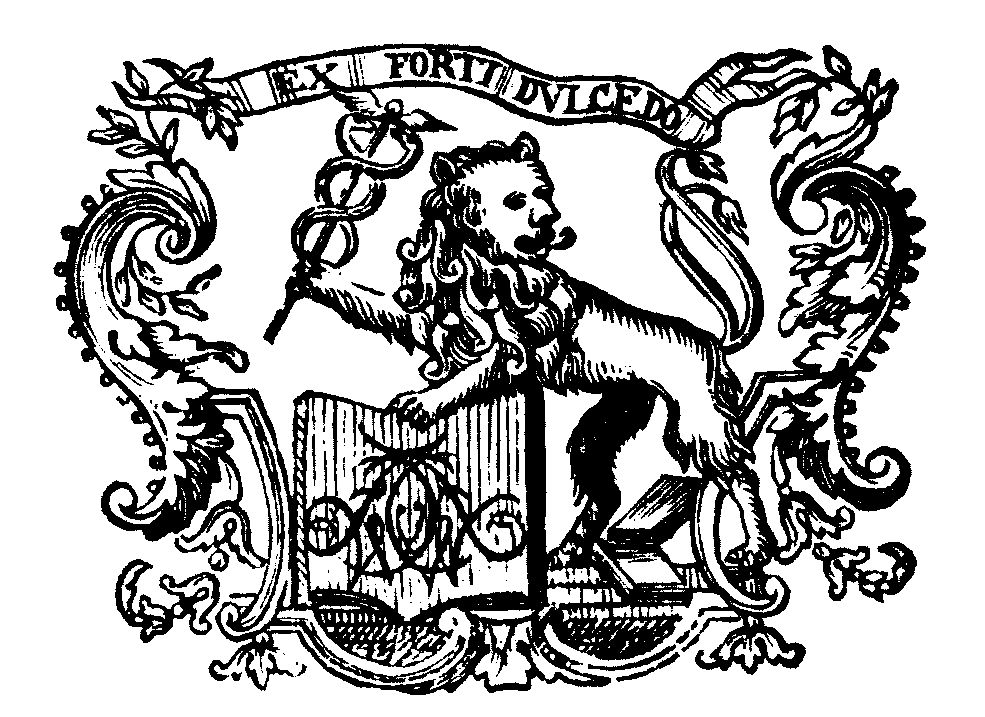
Marca tipografica di Nicolai

Nel 1777 Nicolai divenne amico del bibliotecario Johann Erich Biester (1749–1816). Gustav Parthey, nipote di Nicolai, nei suoi "Ricordi di giovinezza" descrisse Biester come l'amico più vero di Nicolai. Nell'Accademia Reale Prussiana delle Scienze Biester nel 1811 tenne su di lui il discorso funebre, che fu pubblicato nel 1812/13 nelle "Abhandlungen" (Dissertazioni) e si può consultare liberamente in Internet. Nicolai ebbe rapporti amichevoli anche con Friedrich Gedike (1754–1803), un altro esponente di primo piano dell'Illuminismo berlinese, fondatore della "Berlinische Monatschrift" (Mensile berlinese), membro anch'egli della loggia massonica e della "Società del mercoledì"; per questo si parlò di un triumvirato Nicolai, Gedike e Biester.
Con il pastore di Klein-Schönebeck, ad est di Berlino, Raymund Dapp, strinse un'amicizia che durò tutta la vita. Dapp lo incoraggiò durante la stesura del libro Beschreibung einer Reise durch Deutschland und die Schweiz (Scritti di viaggio attraverso Germania e Svizzera). Il romanzo Leben und Meinungen Gundibert's, eines deutschen Philosophen (Vita e opinioni di Gundibert, filosofo tedesco) fu scritto da Nicolai durante un soggiorno presso Dapp a Klein-Schönebeck.
.

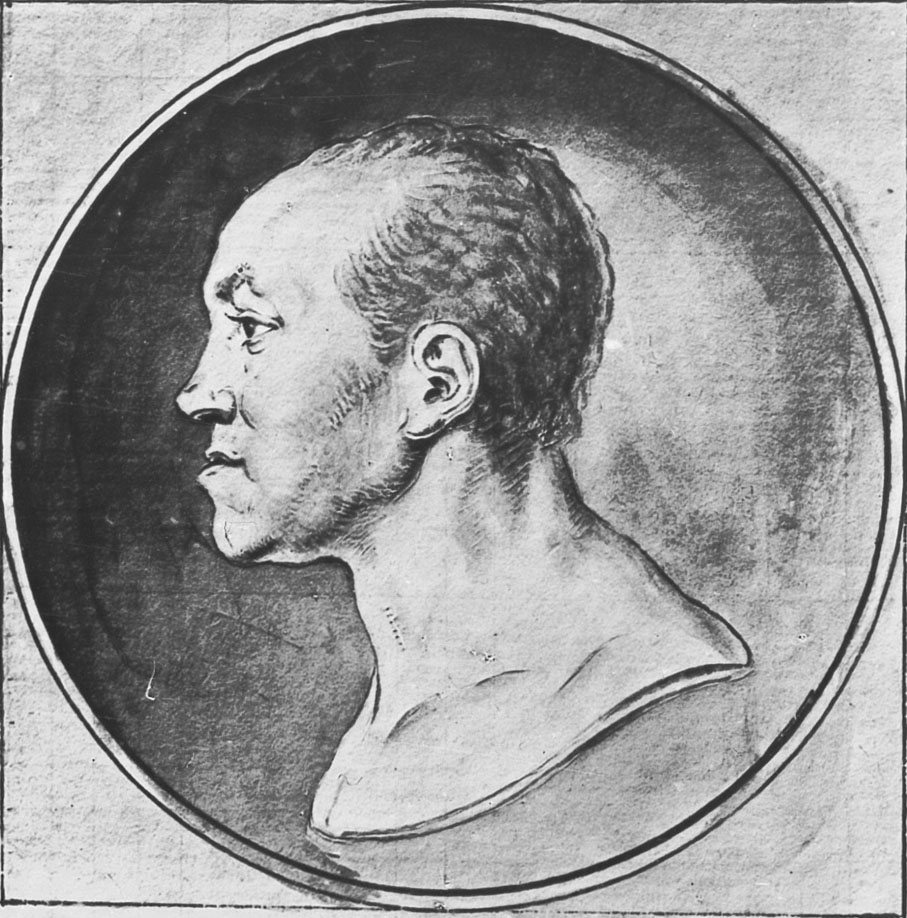
Friedrich Nicolai

Friedrich Vieweg (1761–1835) fu da giovane indotto da Nicolai ad iniziare un corso per librai e più tardi fondò una casa editrice.

### Orientamenti
Le pubblicazioni di Nicolai stanno tutte nel quadro dell'Illuminismo e si contrappongono ad un cristianesimo che l'Illuminismo interpretava come irrazionale. Esso era respinto tanto nelle correnti mistiche o pietistiche, quanto nelle varianti dogmatiche; così pure furono attaccati l'Ordine dei Gesuiti e tutti gli altri nemici reali o presunti dell'Illuminismo.
In filosofia, per la sua vicinanza al pensiero di Leibniz e di Wolff, criticò la filosofia trascendentale di Kant ed anche il primo Idealismo di Johann Gottlieb Fichte.
In letteratura Nicolai criticò Herder, poi lo Sturm und Drang, gli scrittori classici e il Romanticismo agli albori. Strumento della critica di Nicolai era la polemica contro le regole, che spesso suscitò forti reazioni negli scrittori colpiti e diede origine a dispute letterarie, di frequente aggressive da ambo le parti.
È tuttora noto il contrasto col giovane Goethe: al suo romanzo I dolori del giovane Werther Nicolai contrappose col titolo Gioie del giovane Werther (1775) una parodia più leggera con lieto fine. Goethe e Herder tuttavia apprezzarono come documento dell'epoca Leben und Meinungen des Herrn Magisters Sebaldus Nothanker (una delle poche opere di invenzione di Nicolai), cosa che peraltro resta un'eccezione tra i contemporanei. Dallo Sturm und Drang ai Romantici egli fu deriso come un piatto razionalista.
Nel corso degli anni, J. G. Hamann, Johann Caspar Lavater, Christoph Martin Wieland, Johann Heinrich Voß, Johann Heinrich Jung-Stilling e Ludwig Tieck ed altri divennero avversari del bellicoso Nicolai, a volte rompendo un'amicizia. Johann Georg Jacobi nel 1779 si accordò con Johann Wilhelm Ludwig Gleim, Wieland e Goethe per un fronte di opposizione contro Nicolai; Fichte si lasciò andare allo scritto Friedrich Nicolais Leben und sonderbare Meinungen. Ein Beitrag zur Literaturgeschichte des vergangenen und zur Pädagogik des ausgehenden Jahrhunderts (Vita e opinioni insolite di Friedrich Nicolai. Contributo alla storia della letteratura del secolo passato e alla pedagogia del secolo che sta per finire) (1801).
Anche nei libri Beschreibung einer Reise durch Deutschland und die Schweiz im Jahre 1781 (Descrizione di un viaggio in Germania e Svizzera), testo in cui è presentato anche l'incontro dello scrittore con lo scultore Franz Xaver Messerschmidt, e Beschreibung der königlichen Residenzstädte Berlin und Potsdam (Descrizione delle città reali Berlino e Potsdam) non manca la polemica illuminista; ma contengono anche numerose osservazioni geografiche, economiche, politiche e culturali.

Heinrich Heine, che lo considerava un "cattivo scrittore", affermò  tuttavia più tardi: "Dobbiamo riconoscere che il vecchio Nicolai era un uomo profondamente onesto, le cui rette opinioni erano in accordo con quelle del popolo tedesco, e che per la sacra causa della verità non aveva paura nemmeno del peggiore martirio, l'essere messo in ridicolo".

## Opere
- Ehrengedächtniß Herrn Ewald Christian von Kleist, Berlin, 1760
- Ehrengedächtniß Herrn Thomas Abbt, Berlin u. Stettin, 1767
- Leben und Meinungen des Herrn Magisters Sebaldus Nothanker; Berlin, 1773–1776
- Freuden des jungen Werthers. Leiden und Freuden Werthers des Mannes, Berlin, 1775
- Eyn feyner kleyner Almanach Vol schönerr echterr liblicherr Volckslieder …, Berlin u. Stettin, 1777
- Ein paar Worte betreffend Johann Bunkel und Christoph Martin Wieland, Berlin u. Stettin, 1779
- Noch ein paar Worte betreffend Johann Bunkel und Christoph Martin Wieland, Berlin u. Stettin, 1779
- Beschreibung einer Reise durch Deutschland und die Schweiz im Jahre 1781, 12 voll., Berlin u. Stettin, 1783–1796
- Beschreibung der königlichen Residenzstädte Berlin und Potsdam, Berlin, 1786
- Geschichte eines dicken Mannes worin drey Heurathen und drey Körbe nebst viel Liebe, Berlin u. Stettin, 1794
- Anhang zu Friedrich Schillers Musen-Almanach für das Jahr 1797, Berlin u. Stettin, 1797
- Leben Justus Mösers, Berlin u. Stettin, 1797
- Leben und Meinungen Sempronius Gundibert's eines deutschen Philosophen, Berlin, 1798
- Vertraute Briefe von Adelheid B. an ihre Freundin Julie S., Berlin, 1799
- Über den Gebrauch der falschen Haare und Perücken in alten und neuen Zeiten, Berlin u. Stettin, 1801
- Einige Bemerkungen über den Ursprung und die Geschichte der Rosenkreuzer und Freymaurer, Berlin u. Stettin, 1806
- Philosophische Abhandlungen, Berlin u. Stettin, 1808
- Otto Hoffmann (a cura di), Herders Briefwechsel mit Nicolai, Berlin, 1887
- Richard Maria Werner (a cura di), Aus dem Josephinischen Wien. Geblers und Nicolais Briefwechsel 1771–86, Berlin, 1888

Non risultano allo stato attuale (aprile 2010) traduzioni in lingua italiana.